# Offentlighetsförordningen
Offentlighetsförordningen, eller förordning (EG) nr 1049/2001, är en europeisk förordning som reglerar allmänhetens tillgång till handlingar vid Europaparlamentet, Europeiska unionens råd och Europeiska kommissionen. Förordningen utgör grunden för genomförandet av allmänhetens tillgång till handlingar inom Europeiska unionen, en grundläggande rättighet enligt stadgan om de grundläggande rättigheterna. Den utfärdades av Europaparlamentet och Europeiska unionens råd den 30 maj 2001 och trädde i kraft den 3 juni 2001, men blev tillämplig först den 3 december 2001.
Offentlighetsförordningen fastställer en typ av offentlighetsprincip som innebär att varje unionsmedborgare och varje fysisk eller juridisk person som är bosatt eller har sitt säte i en medlemsstat har rätt att ta del av handlingar vid Europaparlamentet, rådet och kommissionen. Förordningen fastställer dock ett antal undantag från denna princip som tillåter institutionerna att i vissa specifika fall neka tillgång till vissa handlingar.
Offentlighetsförordningen är direkt tillämplig inom hela Europeiska unionen. Även om den endast gäller handlingar vid Europaparlamentet, rådet och kommissionen har flera andra institutioner, organ och byråer, däribland Europeiska rådet, valt att självmant tillämpa förordningens bestämmelser på sina handlingar.

## Tillkomst och genomförande
De första stegen för att förbättra medborgarnas tillgång till handlingar vid Europaparlamentet, Europeiska unionens råd och Europeiska kommissionen togs i samband med förhandlingarna om Maastrichtfördraget i början av 1990-talet. Genom en icke-bindande förklaring som fogades till fördraget betonade regeringskonferensen som utarbetade fördraget vikten av öppenhet gentemot allmänheten och uppmanade kommissionen att ta fram en rapport till rådet senast 1993 om hur allmänhetens tillgång till institutionernas handlingar skulle kunna förbättras. Under de följande åren antog samtliga tre institutioner egna beslut om allmänhetens tillgång till respektive institutions handlingar.
Genom Amsterdamfördraget, som trädde i kraft den 1 maj 1999, infördes en rätt till tillgång till handlingar vid Europaparlamentet, rådet och kommissionen för unionsmedborgare och fysiska och juridiska personer inom Europeiska unionen. Enligt fördraget skulle Europaparlamentet och rådet inom två år från fördragets ikraftträdande fastställa gränserna för denna rättighet. Den 28 januari 2000 lade kommissionen följaktligen fram ett lagförslag om att genomföra dessa bestämmelser.
Offentlighetsförordningen antogs i enlighet med medbeslutandeförfarandet, det vill säga Europaparlamentet och Europeiska unionens råd lagstiftade tillsammans. Förordningen utfärdades den 30 maj 2001, offentliggjordes i Europeiska gemenskapernas officiella tidning den 31 maj 2001 och trädde i kraft tre dagar senare. Den blev dock tillämplig först ett halvår senare, den 3 december 2001.
I april 2007 presenterade kommissionen en grönbok med en utvärdering av offentlighetsförordningen. Mot bakgrund av bland annat EU-domstolens rättspraxis som utvecklades under de första åren efter att förordningen trädde i kraft presenterade kommissionen ett förslag till omarbetning av den.
Genom Lissabonfördraget, som trädde i kraft den 1 december 2009, utökades rätten till tillgång till handlingar till att även omfatta unionens övriga institutioner, organ och byråer. Mot bakgrund av de nya fördragsbestämmelserna lade kommissionen den 21 mars 2011 fram ännu ett förslag till ändring av offentlighetsförordningen. Europaparlamentet antog sin ståndpunkt om de nya förslagen den 15 december 2011. Kommissionen godkände dock inte de ändringar som parlamentet ville göra, vilket innebar att rådet behövde fatta beslut med enhällighet för att förslagen skulle kunna antas. Eftersom enhällighet inte kunde uppnås bland rådsmedlemmarna uppstod ett dödläge och förslagen kunde inte antas.
I november 2019 begärde ett antal personer, med hänvisning till offentlighetsförordningens bestämmelser, ut samtliga textmeddelanden som Europeiska rådets ordförande Donald Tusk hade skickat till diverse stats- och regeringschefer på bland annat Facebook, Whatsapp och Twitter under 2018. Europeiska rådet beslutade dock att neka de ansökande tillgång till eventuella textmeddelanden med hänvisning till att sådana meddelanden, om de ens existerade, inte ansågs vara att betrakta som faktiska handlingar. Europeiska rådet uppgav också i sitt svar att dess ordförande normalt sett inte kommunicerar genom denna typ av plattformar med stats- eller regeringschefer. En liknande situation uppstod i maj 2021 när en journalist begärde ut meddelanden som kommissionsordförande Ursula von der Leyen hade skickat till Pfizer om inköp av vaccin mot covid-19. Kommissionen nekade tillgång till meddelandena, vilket senare kritiserades av Europeiska ombudsmannen.

## Rättslig grund
Offentlighetsförordningen genomför bestämmelserna i unionens fördrag om allmänhetens tillgång till handlingar vid unionens institutioner, organ och byråer. Likt alla rättsakter var förordningen tvungen att ha en giltig rättslig grund i fördragen i enlighet med principen om tilldelade befogenheter för att kunna antas. Förordningen antogs med artikel 255 i fördraget om upprättandet av Europeiska gemenskapen som rättslig grund:
| ” | 1. Varje unionsmedborgare och varje fysisk eller juridisk person som är bosatt eller har sitt säte i en medlemsstat skall ha rätt till tillgång till Europaparlamentets, rådets och kommissionens handlingar enligt de principer och villkor som skall bestämmas i enlighet med punkterna 2 och 3. 2. Rådet skall, under hänsynstagande till allmänna eller enskilda intressen, inom två år efter Amsterdamfördragets ikraftträdande i enlighet med förfarandet i artikel 251 fastställa allmänna principer och gränser för rätten till tillgång till handlingar. (...) | „ |
| – Artikel 255 i fördraget om upprättandet av Europeiska gemenskapen efter Amsterdamfördragets ikraftträdande | |   |

Genom Lissabonfördraget ändrades den rättsliga grunden för allmänhetens tillgång till handlingar och utökades till att gälla alla institutioner, organ och byråer:
| ” | Varje unionsmedborgare och varje fysisk eller juridisk person som är bosatt eller har sitt stadgeenliga säte i en medlemsstat ska ha rätt till tillgång till unionens institutioners, organs och byråers handlingar, oberoende av medium, enligt de principer och villkor som ska bestämmas i enlighet med den här punkten. Europaparlamentet och rådet ska, under hänsynstagande till allmänna eller enskilda intressen, genom förordningar i enlighet med det ordinarie lagstiftningsförfarandet fastställa allmänna principer och gränser för rätten till tillgång till handlingar. (...) Europeiska unionens domstol, Europeiska centralbanken och Europeiska investeringsbanken ska omfattas av denna punkt endast när de utövar sina administrativa funktioner. (...) | „ |
| – Artikel 15.3 i fördraget om Europeiska unionens funktionssätt efter Lissabonfördragets ikraftträdande | |   |

Offentlighetsförordningen har dock inte uppdaterats mot bakgrund av Lissabonfördragets nya bestämmelser.

## Innehåll och bestämmelser
I korthet innebär offentlighetsförordningen att varje unionsmedborgare och varje fysisk eller juridisk person som är bosatt eller har sitt säte i en medlemsstat som huvudregel har rätt att ta del av handlingar vid Europaparlamentet, Europeiska unionens råd och Europeiska kommissionen. Endast i de undantagsfall som specificeras i förordningen får en begäran om tillgång till en handling nekas.

### Offentlighetsprincip
Offentlighetsförordningen föreskriver att varje unionsmedborgare och varje fysisk eller juridisk person som är bosatt eller har sitt säte i en medlemsstat som huvudregel ska ha rätt att ta del av handlingar vid Europaparlamentet, rådet och kommissionen. Enligt förordningen får institutionerna även ge andra fysiska eller juridiska personer tillgång till handlingar under samma förutsättningar, men de är inte tvungna att göra det. Förordningen omfattar alla handlingar som finns hos respektive institution, oavsett medium, och oavsett om handlingen har upprättats av den egna institutionen eller mottagits av en annan part.
Handlingar ska göras tillgängliga antingen efter skriftlig begäran eller direkt i elektronisk form eller genom ett register. En skriftlig begäran måste skickas in på något av unionens officiella språk och vara tillräckligt utförlig för att institutionen i fråga ska kunna identifiera vilken eller vilka handlingar som den sökande begär tillgång till. En sökande är inte skyldig att uppge några skäl till varför han eller hon vill ha tillgång till en viss handling.
En första ansökan ska enligt förordningen behandlas inom 15 arbetsdagar, utom i undantagsfall, då denna period kan utökas med ytterligare 15 arbetsdagar om det är nödvändigt med hänsyn till de begärda handlingarnas omfattning. Om en sökande får avslag på sin ansökan, kan han eller hon skicka in en bekräftande ansökan. Den mottagande institutionen har då 15 arbetsdagar på sig igen att svara den sökande eller, i undantagsfall, 30 dagar. Om den sökande inte får svar inom denna tid eller får ett avslag, kan han eller hon föra vidare ett klagomål till Europeiska ombudsmannen eller väcka talan om ogiltigförklaring vid EU-domstolen mot den berörda institutionen.
Institutionerna får ta ut en självkostnadsavgift för framställning och utskick av kopior av en handling. Ingen avgift får dock tas ut för en person som tar del av en handling på plats, genom direkt tillgång i elektronisk form eller via ett register. En sökande har även rätt att erhålla kopior av handlingar på färre än 20 A4-sidor kostnadsfritt.

#### Undantag
I vissa specifika fall får institutionerna frångå huvudprincipen om att handlingar ska vara tillgängliga för allmänheten och neka tillgång. Ett nekande får göras endast i de fall som förordningen uttryckligen tillåter. Enligt EU-domstolens rättspraxis ska undantagen tolkas och tillämpas restriktivt.
Institutionerna får neka tillgång till en handling vars utlämnande skulle undergräva skyddet för
a) det allmänna samhällsintresset i fråga om
- allmän säkerhet,
- försvar och militära frågor,
- internationella förbindelser, eller
- gemenskapens eller en medlemsstats finansiella, monetära eller ekonomiska politik, eller

b) den enskildes privatliv och integritet.
Om det inte föreligger ett övervägande allmänintresse av ett utlämnande, får tillgång till en handling även nekas om ett utlämnande skulle undergräva skyddet för
- en fysisk eller juridisk persons affärsintressen, inklusive immateriella rättigheter,
- rättsliga förfaranden och juridisk rådgivning, eller
- syftet med inspektioner, utredningar och revisioner.

Därutöver kan institutionerna även neka tillgång till en handling för internt bruk om den berör en fråga där institutionerna ännu inte har fattat något beslut, förutsatt att ett utlämnande skulle äventyra möjligheten att slutföra beslutsförfarandet och det inte finns ett övervägande allmänintresse av ett utlämnande.
För handlingar som kommer från en medlemsstat eller en tredje part gäller särskilda bestämmelser som innebär att institutionerna normalt måste diskutera utlämnandet med medlemsstaten eller tredje parten i fråga innan ett beslut om att lämna ut handlingen fattas.
Om endast delar av en handling omfattas av något av ovanstående undantag måste fortfarande övriga delar lämnas ut. Som huvudregel får undantagen tillämpas under högst 30 år för en och samma handling.
De vanligast åberopade undantagen är undantaget med hänsyn till att en handling är en del av ett pågående beslutsförfarande, att en handling utgör en del av en inspektion eller utredning eller att ett utlämnande av en handling påverkar en tredje part.

### Underlättande av tillgänglighet
Offentlighetsförordningen innehåller också en rad bestämmelser om att institutionerna ska underlätta allmänhetens tillgång till handlingar. Varje institution ska enligt förordningen tillgängliggöra ett register i elektronisk form över alla handlingar. Institutionerna ska i största möjliga mån göra handlingar tillgängliga för allmänheten i elektronisk form. Om en handling inte görs tillgänglig direkt i registret, ska det i andra hand framgå var handlingen finns. Varje institution är också skyldig att informera allmänheten om rätten att ta del av handlingar i enlighet med offentlighetsförordningens bestämmelser.
Offentlighetsförordningen föreskriver även vilka handlingar som ska offentliggöras i Europeiska unionens officiella tidning, utöver de som måste offentliggöras enligt unionens fördrag. Utom om särskilda skäl motiverar att handlingen i fråga sekretessbeläggs ska följande handlingar offentliggöras:
- Förslag från Europeiska kommissionen
- Ståndpunkter som antas av Europaparlamentet och Europeiska unionens råd under behandlingen av ett utkast till lagstiftningsakt
- Internationella avtal som rör den gemensamma utrikes- och säkerhetspolitiken

Offentlighetsförordningen föreskriver att även följande handlingar ska offentliggöras i största möjliga utsträckning:
- Initiativ som läggs fram av en eller flera medlemsstater
- Andra direktiv och beslut än de som måste offentliggöras enligt fördragen
- Rekommendationer och yttranden

Det är upp till varje institution att i sin arbetsordning besluta om vilka övriga handlingar som ska offentliggöras i Europeiska unionens officiella tidning.

### Omfattade institutioner
Förordningen omfattar handlingar vid Europaparlamentet, Europeiska unionens råd och Europeiska kommissionen. Genom en särskild förordning gäller den även Europeiska ombudsmannen, och genom ett beslut också för Europeiska utrikestjänsten. Bland annat Europeiska rådet och Europeiska datatillsynsmannen har beslutat att självmant tillämpa offentlighetsförordningen på sina handlingar. Även Europeiska regionkommittén har beslutat att tillämpa förordningen med vissa smärre anpassningar. Europeiska revisionsrätten tillämpar inte offentlighetsförordningen, men har antagit en egen förordning som i hög grad avspeglar offentlighetsförordningens bestämmelser. Många av unionens byråer tillämpar offentlighetsförordningen eller motsvarande bestämmelser, även om förordningen inte egentligen gäller för deras handlingar.
Europeiska kommissionen föreslog 2011 att förordningen skulle utvidgas till att gälla handlingar vid alla institutioner, organ och byråer mot bakgrund av Lissabonfördragets bestämmelser. På grund av oenighet mellan Europaparlamentet, rådet och kommissionen kunde förslaget dock inte antas. Europaparlamentet har uppmanat övriga institutioner, organ och byråer att självmant tillämpa offentlighetsförordningen på sina handlingar.

## Territoriellt tillämpningsområde
Offentlighetsförordningen omfattar alla unionens medlemsstater som unionsrätt. I egenskap av förordning blev offentlighetsförordningen direkt tillämplig inom hela Europeiska unionen vid sitt ikraftträdande den 3 juni 2001. Medlemsstaterna behövde således inte vidta några genomförandeåtgärder för att rättsakten skulle få full rättsverkan.